# Eduardo González-Gallarza
Eduardo González-Gallarza Iragorri (Logroño, 18 de abril de 1898-Madrid, 24 de mayo de 1986) fue un militar y pionero en la aviación española.

## Biografía

### Orígenes y primeros años
De familia con tradición militar, su padre, Cruz González Iragorri, fue un coronel de Infantería que ocupó el cargo de gobernador político-militar y Jefe de la Guardia Civil Veterana en la provincia de San Fernando de Filipinas.
Su formación militar la realizó en la Academia de Infantería de Toledo, donde entró a los 15 años de edad. Estuvo destinado en el Marruecos español con el cargo de alférez. En 1920, siendo teniente, ingresó en la Escuela de Aviación Militar.

### Aviador

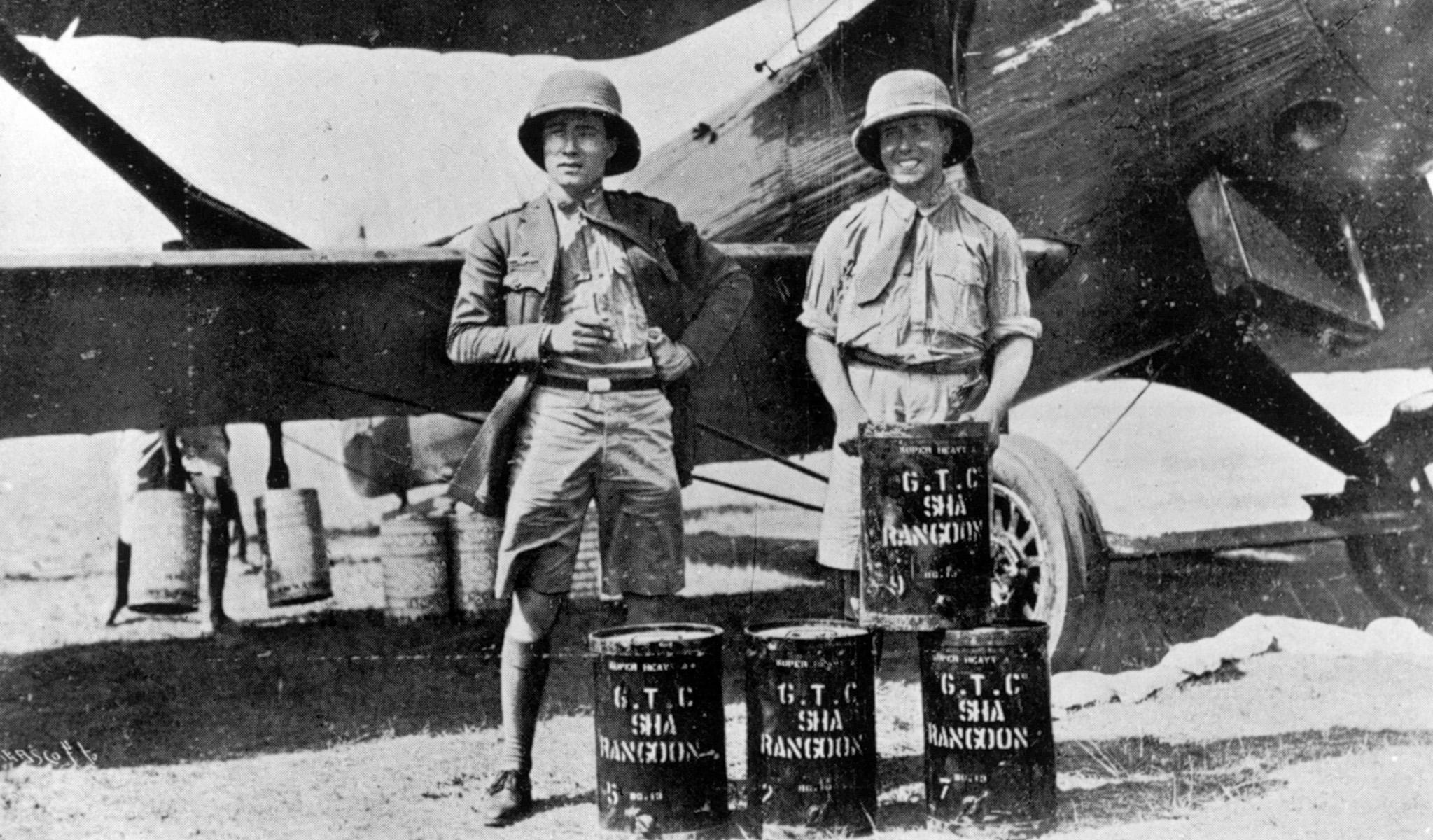
Gallarza (a la izquierda) y Joaquín Loriga en una escala en Rangún.

En 1923, como capitán, fue profesor en la escuela de Vuelo de Cuatro Vientos. Participó en varias campañas en la Guerra de Marruecos, donde fue herido en Tetuán, y por todo ello fue condecorado con la Cruz Laureada de San Fernando. En 1925 se le concedió la Medalla Militar Individual.
Con los capitanes Joaquín Loriga Taboada y Rafael Martínez Esteve formó la Escuadrilla Elcano, que realizó el vuelo entre Madrid y Manila el 5 de abril de 1926. La escuadrilla estaba formada por tres aviones Breguet 19 y recorrierron en 39 días los 17 500 kilómetros que separan las dos ciudades. Fueron recibidos como héroes por la población y las autoridades filipinas. La Universidad Católica de Santo Tomás les concedió el título de "ingeniero honoris causa".
Al regresar fue ascendido a comandante. Durante la dictadura de Primo de Rivera, en 1928, se le nombró ayudante del rey Alfonso XIII, a quien acompañó en su viaje al exilio en 1931, junto con los otros dos ayudantes, uno de los cuales era Martín Alonso. Posteriormente, participó en dos intentos de dar la vuelta al mundo, que finalmente resultaron fallidos, con Ramón Franco. El primero fue en agosto de 1928 a bordo del Dornier Super Wal Numancia, y el segundo en 1929 con un Dornier Wal. En este último tuvieron que realizar un amerizaje forzoso cerca de las Azores, permaneciendo perdidos durante 8 días hasta que fueron rescatados por un portaaviones británico.
Durante la guerra civil española estuvo con el ejército sublevado contra la República, donde se distinguió como jefe de grupo y escuadra de bombardeo.

### Franquismo

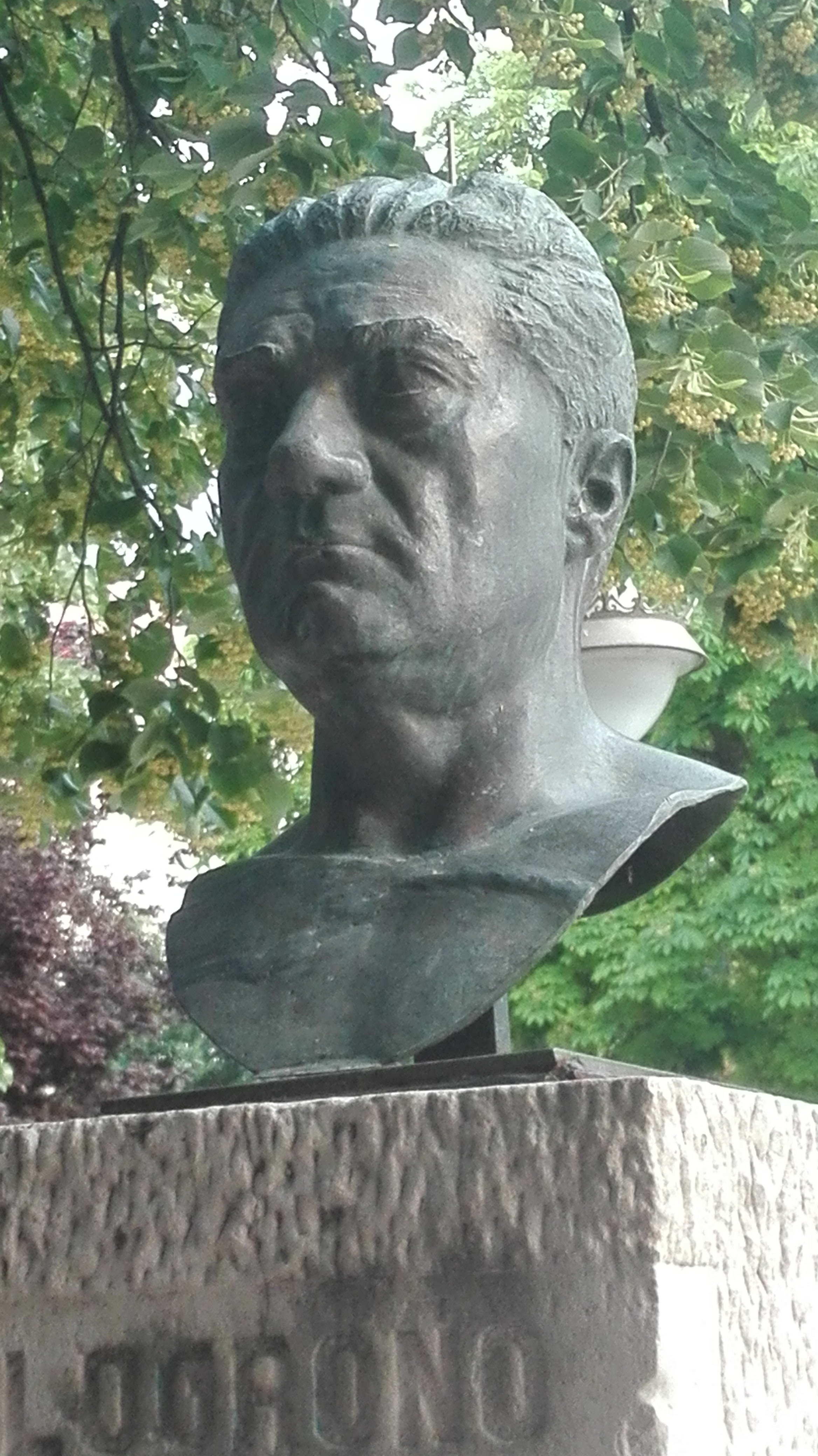
Busto del aviador González Gallarza" del escultor Joaquín Lucarini en el parque Gallarza de Logroño.

Tras la victoria de los sublevados, desempeñó el cargo de Jefe del Estado Mayor, ascendiendo en 1941 a general de brigada y posteriormente a general de división en 1945, para ser nombrado entonces, el 20 de julio, ministro del Aire del gobierno franquista, donde permaneció hasta el 25 de febrero de 1957, siendo el primer ministro del Aire que procedía de la Aviación Militar y piloto. En este período fomentó la creación de infraestructuras aéreas, tanto militares como civiles, como la creación de la Escuela Militar de Paracaidismo, la dotación a la aviación española de un servicio de Búsqueda y Salvamento y el establecimiento en 1951 del polígono de tiro de las Bardenas en Navarra. Durante su mandato, el más largo de un ministro del Aire, el Ejército del Aire pasó de los aviones heredados de la Guerra Civil a los aparatos a reacción, gracias a los pactos de Defensa Mutua firmados con los Estados Unidos.
Tras desempeñar la jefatura de la Región Aérea del Estrecho y luego de la Central, pasó a la situación B en 1964 y a la reserva el 18 de abril de 1968.

### Familia
Eduardo González-Gallarza fue suegro de Felipe Lafita Babío (1902-1987), arquitecto y ganadero de reses bravas, promotor y primer director general del INTA (el Instituto Nacional de Técnica Aeroespacial), y fundador de la ganadería cacereña El Torreón.
Su nieta es Rosario Lafita González-Gallarza, que figuraba en 2023 como la 57.ª mujer más rica de España según Forbes y casada con quien fuera socio fundador en 1977 y propietario de la mitad de las acciones del grupo de ingeniería Eurofinsa (hoy en quiebra), Víctor Fernando Ruiz Rubio. El matrimonio Ruiz Lafita ostenta una de las mayores fortunas del país, cuyo patrimonio neto —entre el que se cuenta una participación del 29 % en la cotizada navarra Azkoyen a través de la sociedad patrimonial Inverlasa— se estimaba en 2024 en unos 255 millones de euros. El matrimonio invierte, además, en el sector inmobiliario, el hotelero o de la automoción, entre otros. Su bisnieta Lucía Ruiz Lafita (1995-) es una conocida chef, directora desde 2020 de Delirium, conocido como «el catering de la jet».

## Imputación judicial de 2008
Fue uno de los 35 altos cargos del franquismo imputados por la Audiencia Nacional en el sumario instruido por Baltasar Garzón, por los delitos de detención ilegal y crímenes contra la humanidad cometidos durante la guerra civil española y en los primeros años del régimen, y que no fue procesado al comprobarse su fallecimiento.

## Escritos
- Estudio y realización del vuelo Madrid-Manila.

## Condecoraciones
- Gran Cruz de la Orden de Carlos III. (1957)
- Gran Cruz de la Orden de Isabel la Católica.
- Gran Cruz del Mérito Militar. distintivo blanco (1943)
- Gran Cruz del Mérito Naval. distintivo blanco (1946)
- Gran Cruz del Mérito Aeronáutico. distintivo blanco (1948)
- Gran Cruz de la Real y Militar Orden de San Hermenegildo. (1950)
- Cruz del Mérito Aeronáutico. distintivo blanco
- Placa de la Real y Militar Orden de San Hermenegildo.
- Encomienda de la Real y Militar Orden de San Hermenegildo.
- Cruz de la Real y Militar Orden de San Hermenegildo.
- Gran Cruz de la Orden Imperial del Yugo y las Flechas. (1956)

## Reconocimientos
- Colegio "Eduardo González Gallarza" de Rincón de Soto, La Rioja.
- Plaza Eduardo González Gallarza, de Rincón de Soto, La Rioja.
- Casa Gallarza, antigua residencia de veraneo, actual Ayuntamiento y Casa de Cultura de Rincón de Soto, La Rioja.
- CEIP Eduardo González Gallarza de Lardero (La Rioja).
- Colegio González Gallarza en Alaquàs, Valencia. Actualmente rebautizado como CEIP Amparo Alabau.
- Calle Capitán González-Gallarza en Logroño Capital, La Rioja.
- Parque González-Gallarza en Logroño (La Rioja).
- Calle General Gallarza en Autol, La Rioja.
- Calle General Gallarza en Calahorra